# نازیه اقبال
نازیه اقبال (به اردو: نازیہ اقبال)، (زاده ۳ مه ۱۹۸۴ در سوات)،خواننده و آهنگساز اهل پاکستان است‌.

## زندگینامه
نازیه اقبال زاده ۶ مه ۱۹۸۴ در منطقهٔ سوات در ایالت خیبر پختونخوا پاکستان است. او اصالتا پشتون است.نازیه اقبال در بین پشتون های پاکستان و افغانستان طرفداران زیادی دارد. نازیه به چندین زبان، از جمله پشتو، اردو، هندی، پنجابی، فارسی و انگلیسی آواز خوانده است که بیشترین آن به زبان پشتو است.